# ريتشارد غروف
ريتشارد غروف (بالإنجليزية: Richard Grove) هو مؤرخ بريطاني، ولد في 1955 في كامبريدج في المملكة المتحدة.

## وصلات خارجية
- الموقع الرسمي